# Кудрин, Олег Иванович
Оле́г Ива́нович Ку́дрин (род. 11 октября 1922, Ессентуки, Ставропольский край — 25 июля 2014 года, Москва) — доктор технических наук, профессор МАИ. Является соавтором открытия, зарегистрированного в Государственном реестре открытий СССР «Явление аномально высокого прироста тяги в газовом эжекционном процессе с пульсирующей активной струёй» (№ 314, приоритет от 2 июля 1951 г., зарегистрировано в 1986 г.; соавторы — В. Н. Челомей, А. В. Квасников).

## Биография
- Окончил Московский авиационный институт в 1946 г.
- С 1952 года работает старшим инженером, старшим научным сотрудником оборонного НИИ-88.
- С 1953 года работает старшим преподавателем, доцентом Московского авиационного института.
- С 1977 года — профессор Московского авиационного института.
- С 1995 года — академик РАЕН.

Похоронен на Ваганьковском кладбище.

## Награды
- Лауреат премии им. 25-летия МАИ (1982 год, за комплекс НИР по исследованию и разработке энергетических и двигательных установок ЛА).
- Медаль Федерации космонавтики СССР.

## Книги
- Кудрин О. И. (под ред. Белякова В. П.) Солнечные высокотемпературные космические энергодвигательные установки. «Машиностроение», 1987. — 247 страниц.
- Кудрин О. И. «Рабочий процесс в соплах реактивных двигателей». Учебное пособие. М.: Оборонгиз, 1963.